# Elecciones municipales de Cabo Verde de 1991
Las elecciones municipales de Cabo Verde de 1991 tuvieron lugar el 15 de diciembre del mencionado año con el objetivo de elegir a las primeras autoridades municipales autónomas del país. Se realizaron en el marco de la transición a la democracia multipartidista, que había tenido lugar con las elecciones parlamentarias y presidenciales de enero y febrero del mismo año, poniendo fin a más de quince años de gobierno de partido único por parte del Partido Africano de la Independencia de Cabo Verde (PAICV) e iniciando un sistema bipartidista entre este y el entonces oficialista Movimiento para la Democracia (MpD).
En las primeras elecciones municipales de Cabo Verde el país se encontraba dividido en catorce municipios, los cuales tenían una Cámara Municipal gobernante, que actuaría como órgano ejecutivo, compuesta por entre cinco y nueve miembros, y una Asamblea Municipal, sede del poder legislativo local, compuesta por entre trece y veintiún miembros. Las Cámaras Municipales se elegirían por medio de un sistema mayoritario. La fuerza más votada obtendría todos los escaños de la cámara siempre y cuando consiguiera más votos que todos los demás partidos juntos. Caso contrario, los escaños se distribuirían proporcionalmente mediante sistema d'Hondt. La Asamblea Municipal, en cambio, se elegía mediante un sistema de representación proporcional por listas, sin un umbral de votos alto. En total habría 96 escaños en Cámaras Municipales, y 234 escaños en Asambleas Municipales, lo que dejaba un total de 330 cargos por cubrir.
El MpD gobernante obtuvo un holgado triunfo con el 46,11% del voto popular nacional, 67 escaños en Cámaras Municipales y 107 asambleístas, relegando al PAICV a una tercera derrota consecutiva, obteniendo el antiguo partido gobernante solo el 24,49% de los sufragios (una persistente caída con respecto a los comicios parlamentarios y presidenciales) y el control de solo dos municipios, Fogo, ciudad natal del líder del partido, Pedro Pires, y Boa Vista, ciudad natal del expresidente Aristides Pereira y donde fue el único partido que se presentó. En varios municipios, el MpD y el PAICV no compitieron como tales y en su lugar respaldaron a «Grupos Independientes».

## Reglas electorales

### Sistema electoral
Cada uno de los catorce municipios caboverdianos tendría un poder ejecutivo encabezado por una Cámara Municipal colegiada, cuyo presidente (que debe ser uno de sus miembros) en la práctica actuaría como «alcalde», y un poder legislativo representado por una Asamblea Municipal con poderes deliberativos. Los municipios con 30.000 habitantes eligen 21 escaños de la Asamblea Municipal y 9 camaristas. Los municipios con menos de 30.000 habitantes, pero más de 10.000, eligen 17 escaños de la Asamblea Municipal y 7 camaristas. Por último, los municipios con menos de 10.000 habitantes eligen 13 escaños de la Asamblea Municipal y 5 camaristas. Las Asambleas Municipales se eligen por representación proporcional por listas con distribución mediante sistema d'Hondt. Con respecto a la Cámara Municipal, si un partido logra mayoría absoluta de votos válidamente emitidos obtendrá la totalidad de los escaños, mientras que, si ningún partido logra esta mayoría, los escaños se distribuirán de manera proporcional entre los partidos por el mismo sistema que la Asamblea Municipal.
Todos los ciudadanos caboverdianos mayores de dieciocho años, así como los extranjeros y apátridas con residencia legal y habitual en Cabo Verde durante más de tres años antes de las elecciones, así como los ciudadanos portugueses legalmente establecidos en el territorio del archipiélago y debidamente empadronados cuentan con derecho a voto. Del mismo modo, aquellos que cumplan los requisitos para tener derecho a voto y los extranjeros o apátridas legalmente establecidos en Cabo Verde por al menos cinco años antes de las elecciones pueden ser candidatos a los órganos municipales del distrito en el que se encuentren registrados. Los partidos políticos pueden presentar listas de candidatos a los órganos municipales y, en principio, el cabeza de lista del partido para la Cámara Municipal se considera candidato a alcalde. Un grupo de ciudadanos no afiliados que logren reunir firmas de un 5% de los electores registrados en el distrito pueden configurar un grupo independiente.

### Cargos a elegir
| Municipio      | Camaristas | Asambleístas |
| -------------- | ---------- | ------------ |
| Paul           | 5          | 13           |
| Ribeira Grande | 7          | 17           |
| Porto Novo     | 7          | 17           |
| São Vicente    | 9          | 21           |
| São Nicolau    | 7          | 17           |
| Sal            | 5          | 13           |
| Boavista       | 5          | 13           |
| Maio           | 5          | 13           |
| Praia          | 9          | 21           |
| Santa Cruz     | 7          | 17           |
| Santa Catarina | 9          | 21           |
| Fogo           | 9          | 21           |
| Tarrafal       | 7          | 17           |
| Brava          | 5          | 13           |
| Total          | 96         | 234          |

## Resultados

### Nivel general
|  | 46.11 % |

|  | 46.16 % |

|  | 5.22 % |

|  | 5.25 % |

|  | 1.47 % |

|  | 1.43 % |

|  | 1.20 % |

|  | 1.21 % |

|  | 53.96 % |

|  | 54.05 % |

|  | 24.49 % |

|  | 24.70 % |

|  | 2.62 % |

|  | 2.65 % |

|  | 2.32 % |

|  | 2.34 % |

|  | 1.65 % |

|  | 1.63 % |

|  | 1.63 % |

|  | 1.68 % |

|  | 1.39 % |

|  | 1.35 % |

|  | 1.29 % |

|  | 1.29 % |

|  | 1.29 % |

|  | 1.31 % |

|  | 36.68 % |

|  | 36.95 % |

|  | 7.88 % |

|  | 7.53 % |

|  | 0.64 % |

|  | 0.61 % |

|  | 0.55 % |

|  | 0.55 % |

|  | 0.24 % |

|  | 0.27 % |

|  | 93.23 % |

|  | 91.93 % |

|  | 2.41 % |

|  | 3.58 % |

|  | 4.36 % |

|  | 4.49 % |

|  | 100.00 % |

|  | 100.00 % |

|  | 54.39 % |

|  | 54.40 % |

### Desglose por municipio
|  | 100.00 % |

|  | 100.00 % |

|  | 76.72 % |

|  | 76.99 % |

|  | 21.31 % |

|  | 21.31 % |

|  | 1.97 % |

|  | 1.70 % |

|  | 100.00 % |

|  | 100.00 % |

|  | 57.37 % |

|  | 57.37 % |

|  | 51.91 % |

|  | 51.81 % |

|  | 44.45 % |

|  | 44.27 % |

|  | 2.55 % |

|  | 2.68 % |

|  | 1.09 % |

|  | 1.21 % |

|  | 93.95 % |

|  | 93.47 % |

|  | 2.07 % |

|  | 2.49 % |

|  | 3.98 % |

|  | 4.04 % |

|  | 100.00 % |

|  | 100.00 % |

|  | 48.53 % |

|  | 48.53 % |

|  | 60.36 % |

|  | 57.56 % |

|  | 21.23 % |

|  | 22.41 % |

|  | 18.41 % |

|  | 20.03 % |

|  | 91.95 % |

|  | 90.73 % |

|  | 3.40 % |

|  | 4.74 % |

|  | 4.65 % |

|  | 4.53 % |

|  | 100.00 % |

|  | 100.00 % |

|  | 43.91 % |

|  | 43.93 % |

|  | 74.47 % |

|  | 74.59 % |

|  | 25.53 % |

|  | 25.41 % |

|  | 95.92 % |

|  | 95.27 % |

|  | 1.24 % |

|  | 1.52 % |

|  | 2.84 % |

|  | 3.21 % |

|  | 100.00 % |

|  | 100.00 % |

|  | 50.59 % |

|  | 50.59 % |

|  | 62.09 % |

|  | 62.13 % |

|  | 37.91 % |

|  | 37.87 % |

|  | 95.72 % |

|  | 93.75 % |

|  | 1.44 % |

|  | 3.19 % |

|  | 2.84 % |

|  | 3.06 % |

|  | 100.00 % |

|  | 100.00 % |

|  | 79.31 % |

|  | 79.31 % |

|  | 72.18 % |

|  | 71.26 % |

|  | 19.20 % |

|  | 18.31 % |

|  | 8.61 % |

|  | 9.92 % |

|  | 93.27 % |

|  | 91.72 % |

|  | 2.38 % |

|  | 2.33 % |

|  | 4.35 % |

|  | 5.95 % |

|  | 100.00 % |

|  | 100.00 % |

|  | 48.66 % |

|  | 48.66 % |

|  | 62.91 % |

|  | 62.85 % |

|  | 37.09 % |

|  | 37.15 % |

|  | 92.95 % |

|  | 92.63 % |

|  | 3.17 % |

|  | 3.76 % |

|  | 3.88 % |

|  | 3.61 % |

|  | 100.00 % |

|  | 100.00 % |

|  | 47.18 % |

|  | 47.18 % |

|  | 83.95 % |

|  | 83.69 % |

|  | 16.05 % |

|  | 16.31 % |

|  | 91.92 % |

|  | 91.11 % |

|  | 2.70 % |

|  | 3.43 % |

|  | 5.38 % |

|  | 5.46 % |

|  | 100.00 % |

|  | 100.00 % |

|  | 67.39 % |

|  | 67.39 % |

|  | 66.46 % |

|  | 65.90 % |

|  | 33.54 % |

|  | 34.10 % |

|  | 91.97 % |

|  | 92.01 % |

|  | 3.47 % |

|  | 4.35 % |

|  | 4.56 % |

|  | 3.64 % |

|  | 100.00 % |

|  | 100.00 % |

|  | 62.72 % |

|  | 62.72 % |

|  | 62.59 % |

|  | 64.41 % |

|  | 37.41 % |

|  | 35.59 % |

|  | 85.72 % |

|  | 86.85 % |

|  | 7.52 % |

|  | 6.57 % |

|  | 6.76 % |

|  | 6.58 % |

|  | 100.00 % |

|  | 100.00 % |

|  | 50.78 % |

|  | 50.78 % |

|  | 53.34 % |

|  | 52.44 % |

|  | 46.66 % |

|  | 47.56 % |

|  | 94.55 % |

|  | 91.72 % |

|  | 2.71 % |

|  | 4.26 % |

|  | 2.74 % |

|  | 4.02 % |

|  | 100.00 % |

|  | 100.00 % |

|  | 56.07 % |

|  | 56.07 % |

|  | 55.06 % |

|  | 54.42 % |

|  | 44.94 % |

|  | 45.58 % |

|  | 92.53 % |

|  | 90.85 % |

|  | 2.23 % |

|  | 4.19 % |

|  | 5.24 % |

|  | 4.96 % |

|  | 100.00 % |

|  | 100.00 % |

|  | 67.51 % |

|  | 67.51 % |

|  | 69.03 % |

|  | 69.03 % |

|  | 30.97 % |

|  | 30.97 % |

|  | 93.27 % |

|  | 91.72 % |

|  | 1.62 % |

|  | 2.73 % |

|  | 3.60 % |

|  | 3.44 % |

|  | 100.00 % |

|  | 100.00 % |

|  | 74.04 % |

|  | 74.59 % |

|  | 61.53 % |

|  | 62.18 % |

|  | 38.47 % |

|  | 37.82 % |

|  | 93.76 % |

|  | 92.01 % |

|  | 2.77 % |

|  | 4.57 % |

|  | 3.47 % |

|  | 3.42 % |

|  | 100.00 % |

|  | 100.00 % |

|  | 74.11 % |

|  | 74.11 % |

### Alcaldes electos
| Municipio      | Alcalde                     | Partido | Partido |
| -------------- | --------------------------- | ------- | ------- |
| Boavista       | Eutrópio Lima               |         | PAICV   |
| Brava          | Jorge Nogueira              |         | MpD     |
| Fogo           | Eugénio Veiga               |         | PAICV   |
| Maio           | Amílcar Andrade             |         | GAPDM   |
| Paul           | Alcídio Tavares             |         | GIDSP   |
| Porto Novo     | César Almeida               |         | MpD     |
| Praia          | Jacinto Santos              |         | MpD     |
| Ribeira Grande | Jorge Santos                |         | MpD     |
| Sal            | José Azevedo                |         | PRO-S   |
| Santa Catarina | Celestino Almada            |         | MpD     |
| Santa Cruz     | Pedro Alexandre Rocha       |         | MpD     |
| São Nicolau    | João de Deus Lopes da Silva |         | MpD     |
| São Vicente    | Onésimo Silveira            |         | MPRSV   |
| Tarrafal       | Jacinto Furtado             |         | MpD     |